# تورو كاميكاوا
تورو كاميكاوا، من مواليد 8 يونيو 1963، حكم كرة قدم ياباني دولي.
و قد حكم في كأس العالم لكرة القدم 2002 وكأس آسيا 2004 وكأس العالم لكرة القدم 2006.

## وصلات خارجية
- تورو كاميكاوا على موقع Soccerway.com (الإنجليزية)

- FIFA profile
- Reuters profile
- Profile on ratetheref.net نسخة محفوظة 8 مايو 2006 على موقع واي باك مشين.